# Tournoi masculin de water-polo aux Jeux olympiques d'été de 2020
Cet article traite de l'épreuve masculine. Pour la compétition féminine, voir Tournoi féminin de water-polo aux Jeux olympiques d'été de 2020.
Navigation
Rio de Janeiro 2016 Paris 2024
Le tournoi masculin de water-polo aux Jeux olympiques d'été de 2020 devait se tenir à Tokyo, au Japon, du 26 juillet au 9 août 2020, et a été reporté à 2021. Il s'agit de la vingt-huitième édition de ce tournoi masculin depuis son apparition au sein du programme olympique lors des Jeux de 1900 ayant eu lieu à Paris.
Les fédérations affiliées à la FINA participent par le biais de leur équipe masculine aux épreuves de qualification. Onze équipes rejoignent ainsi le Japon, nation hôte de la compétition, pour s'affronter lors du tournoi final.

## Préparation de l'événement

### Lieux des compétitions
La compétition se déroulera au centre international de natation de Tokyo Tatsumi.

## Acteurs du tournoi

### Équipes qualifiées

Équipes qualifiées pour les tournois masculin et féminin
Équipes qualifiées pour le tournoi masculin
Équipes qualifiées pour le tournoi féminin

Chaque Comité national olympique peut engager une seule équipe dans la compétition.
Les épreuves qualificatives du tournoi masculin de water-polo des Jeux olympiques se déroulent du 18 juin 2019 au 29 mars 2020. En tant que pays hôte, le Japon est qualifié d'office, tandis que les autres équipes passent par différents modes de qualifications continentales.
| Compétition                             | Date                       | Lieu                  | Places | Qualifiés               |
| --------------------------------------- | -------------------------- | --------------------- | ------ | ----------------------- |
| Pays organisateur                       | —                          | —                     | 1      | Japon                   |
| Jeux asiatiques de 2018                 | 25 août-1er septembre 2018 | Jakarta, Indonésie    | 1      | Kazakhstan              |
| Ligue mondiale 2019                     | 18-23 juin 2019            | Belgrade, Serbie      | 1      | Serbie                  |
| Championnat du monde 2019               | 15-27 juillet 2019         | Gwangju, Corée du Sud | 2      | Italie Espagne          |
| Jeux panaméricains de 2019              | 4-10 août 2020             | Lima, Pérou           | 1      | États-Unis              |
| Sélection continentale africaine        | —                          | —                     | 1      | Afrique du Sud          |
| Sélection continentale océanienne       | —                          | —                     | 1      | Australie               |
| Championnat d'Europe de water-polo 2020 | 12-26 janvier 2020         | Budapest, Hongrie     | 1      | Hongrie                 |
| Tournoi de qualification olympique      | 14-21 février 2021         | Rotterdam, Pays-Bas   | 3      | Croatie Grèce Monténgro |
| Total                                   |                            |                       | 12     |                         |

### Arbitres
La Fédération internationale de natation (FINA) a sélectionné vingt-huit arbitres dont quatre assignés à la vidéo pour les deux tournois masculin et féminin :
| - ROU Adrian Alexandrescu - ESP Xavier Buch - URU Daniel Daners Chao - FRA Sébastien Dervieux - CAN Marie-Claude Deslières - USA Michael Goldenberg - MNE Stanko Ivanovski | - AUS Nicola Mendy Johnson - HUN György Kun - CHN Liang Zhang - SLO Boris Margeta - ARG German Möller - RUS Sergey Naumov - GER Frank Ohme | - CRO Nenad Periš - SRB Voijin Putniković - KAZ Viktor Salnichenko - ITA Alessandro Severo - GRE Georgios Stavridis - JPN Asumi Tsuzaki - NZL John Waldow | - SUI Ursula Wengenroth - RSA Dion Willis - NED Michiel Zwart Vidéo - KAZ Sergey Drozdov - CRO Mladen Rak - KAZ Alexandr Shershnev - ESP Jaume Teixidó |

### Joueurs
Le tournoi masculin est un tournoi international sans aucune restriction d'âge. Chaque nation doit présenter une équipe de treize joueurs tous titulaires. Les treize joueurs peuvent être présents sur chaque feuille de match.

### Tirage au sort
| Pot 1   | Pot 2   | Pot 3      | Pot 4          | Pot 5      | Pot 6   |
| ------- | ------- | ---------- | -------------- | ---------- | ------- |
| Italie  | Serbie  | États-Unis | Afrique du Sud | Monténégro | Croatie |
| Espagne | Hongrie | Australie  | Kazakhstan     | Grèce      | Japon   |

| Groupe A            | Groupe B        |
| ------------------- | --------------- |
| (A1) Italie         | (B1) Espagne    |
| (A2) Hongrie        | (B2) Serbie     |
| (A3) États-Unis     | (B3) Australie  |
| (A4) Afrique du Sud | (B4) Kazakhstan |
| (A5) Grèce          | (B5) Monténégro |
| (A6) Japon          | (B6) Croatie    |

## Premier tour

### Format de la compétition
Les douze équipes qualifiées sont réparties en deux groupes de six. Chaque équipe marque deux points en cas de victoire, un point en cas de match nul et zéro point en cas de défaite.
Pour départager les équipes à la fin des matchs de poule, en cas d'égalité de points, le CIO a décidé d'appliquer les critères de la FINA. Les équipes sont départagées suivant les critères suivants (dans l'ordre) :
1. résultat des matchs particuliers ;
2. différence entre buts marqués et encaissés entre les équipes concernées ;
3. Plus grand nombre de buts marqués ;
4. différence entre buts marqués et encaissés de tous les matchs joués ;

Les équipes terminant aux quatre premières places sont qualifiées pour le tournoi final à élimination directe.
| Légende                                                               |
| --------------------------------------------------------------------- |
| Les quatre meilleures équipes se qualifient pour les quarts de finale |
| Les deux dernières équipes sont éliminées du tournoi                  |

### Groupe A

#### Classement
| Rang | Équipe         | Pts | J | G | N | P | Bp | Bc  | Diff |
| ---- | -------------- | --- | - | - | - | - | -- | --- | ---- |
| 1    | Grèce          | 9   | 5 | 4 | 1 | 0 | 68 | 34  | +34  |
| 2    | Italie         | 8   | 5 | 3 | 2 | 0 | 60 | 32  | +28  |
| 3    | Hongrie        | 7   | 5 | 3 | 1 | 1 | 64 | 35  | +29  |
| 4    | États-Unis     | 4   | 5 | 2 | 0 | 3 | 59 | 53  | +6   |
| 5    | Japon          | 2   | 5 | 1 | 0 | 4 | 65 | 66  | -1   |
| 6    | Afrique du Sud | 0   | 5 | 0 | 0 | 5 | 20 | 116 | -96  |

#### Matchs
| 25 juillet 2021     | Afrique du Sud      | 2 - 21               | Italie        | | |
| 10 h 00 (UTC+09:00) | Rezelman, Stone (1) | (0-2, 2-8, 0-7, 0-4) | Di Fulvio (5) | Centre internationale de natation Tatsumi, Tokyo Spectateurs : 0 (huis clos) Arbitrage : Stanko Ivanovski Viktor Salnichenko | Centre internationale de natation Tatsumi, Tokyo Spectateurs : 0 (huis clos) Arbitrage : Stanko Ivanovski Viktor Salnichenko |
| 10 h 00 (UTC+09:00) | Rapport             |                      |               | Centre internationale de natation Tatsumi, Tokyo Spectateurs : 0 (huis clos) Arbitrage : Stanko Ivanovski Viktor Salnichenko | Centre internationale de natation Tatsumi, Tokyo Spectateurs : 0 (huis clos) Arbitrage : Stanko Ivanovski Viktor Salnichenko |

| 25 juillet 2021     | Hongrie            | 9 - 10               | Grèce          | | |
| 11 h 30 (UTC+09:00) | Erdélyi, Varga (3) | (3-2, 3-4, 2-3, 1-1) | Fountoulis (3) | Centre internationale de natation Tatsumi, Tokyo Spectateurs : 0 (huis clos) Arbitrage : Vojin Putniković Michiel Zwart | Centre internationale de natation Tatsumi, Tokyo Spectateurs : 0 (huis clos) Arbitrage : Vojin Putniković Michiel Zwart |
| 11 h 30 (UTC+09:00) | Rapport            |                      |                | Centre internationale de natation Tatsumi, Tokyo Spectateurs : 0 (huis clos) Arbitrage : Vojin Putniković Michiel Zwart | Centre internationale de natation Tatsumi, Tokyo Spectateurs : 0 (huis clos) Arbitrage : Vojin Putniković Michiel Zwart |

| 25 juillet 2021     | États-Unis | 15 - 13              | Japon             | | |
| 14 h 00 (UTC+09:00) | Bowen (5)  | (3-3, 4-5, 4-2, 4-3) | trois joueurs (3) | Centre internationale de natation Tatsumi, Tokyo Spectateurs : 0 (huis clos) Arbitrage : Sébastien Dervieux Arkadii Voevodin | Centre internationale de natation Tatsumi, Tokyo Spectateurs : 0 (huis clos) Arbitrage : Sébastien Dervieux Arkadii Voevodin |
| 14 h 00 (UTC+09:00) | Rapport    |                      |                   | Centre internationale de natation Tatsumi, Tokyo Spectateurs : 0 (huis clos) Arbitrage : Sébastien Dervieux Arkadii Voevodin | Centre internationale de natation Tatsumi, Tokyo Spectateurs : 0 (huis clos) Arbitrage : Sébastien Dervieux Arkadii Voevodin |

| 27 juillet 2021     | Afrique du Sud     | 3 - 20               | États-Unis  | | |
| 10 h 00 (UTC+09:00) | trois joueuses (1) | (0-3, 1-9, 1-3, 1-5) | Hallock (4) | Centre internationale de natation Tatsumi, Tokyo Spectateurs : 0 (huis clos) Arbitrage : Vojin Putniković Zhang Liang | Centre internationale de natation Tatsumi, Tokyo Spectateurs : 0 (huis clos) Arbitrage : Vojin Putniković Zhang Liang |
| 10 h 00 (UTC+09:00) | Rapport            |                      |             | Centre internationale de natation Tatsumi, Tokyo Spectateurs : 0 (huis clos) Arbitrage : Vojin Putniković Zhang Liang | Centre internationale de natation Tatsumi, Tokyo Spectateurs : 0 (huis clos) Arbitrage : Vojin Putniković Zhang Liang |

| 27 juillet 2021     | Italie                | 6 - 6               | Grèce           | | |
| 15 h 30 (UTC+09:00) | Aicardi, Figlioli (2) | (1-1, 1-1, 0-4,4-0) | six joueurs (1) | Centre internationale de natation Tatsumi, Tokyo Spectateurs : 0 (huis clos) Arbitrage : Xevi Buch Stanko Ivanovski | Centre internationale de natation Tatsumi, Tokyo Spectateurs : 0 (huis clos) Arbitrage : Xevi Buch Stanko Ivanovski |
| 15 h 30 (UTC+09:00) | Rapport               |                     |                 | Centre internationale de natation Tatsumi, Tokyo Spectateurs : 0 (huis clos) Arbitrage : Xevi Buch Stanko Ivanovski | Centre internationale de natation Tatsumi, Tokyo Spectateurs : 0 (huis clos) Arbitrage : Xevi Buch Stanko Ivanovski |

| 27 juillet 2021     | Japon            | 11 - 16 | Hongrie     | | |
| 18 h 20 (UTC+09:00) | Inaba, Okawa (3) |         | Zalánki (4) | Centre internationale de natation Tatsumi, Tokyo Spectateurs : 0 (huis clos) Arbitrage : Nenad Periš Michiel Zwart | Centre internationale de natation Tatsumi, Tokyo Spectateurs : 0 (huis clos) Arbitrage : Nenad Periš Michiel Zwart |
| 18 h 20 (UTC+09:00) | Rapport          |         |             | Centre internationale de natation Tatsumi, Tokyo Spectateurs : 0 (huis clos) Arbitrage : Nenad Periš Michiel Zwart | Centre internationale de natation Tatsumi, Tokyo Spectateurs : 0 (huis clos) Arbitrage : Nenad Periš Michiel Zwart |

| 29 juillet 2021     | Hongrie      | 23 - 1               | Afrique du Sud | | |
| 10 h 00 (UTC+09:00) | Manhercz (5) | (4-0, 5-0, 8-0, 6-1) | Rodda (1)      | Centre internationale de natation Tatsumi, Tokyo Spectateurs : 0 (huis clos) Arbitrage : Daniel Daners Germán Moller | Centre internationale de natation Tatsumi, Tokyo Spectateurs : 0 (huis clos) Arbitrage : Daniel Daners Germán Moller |
| 10 h 00 (UTC+09:00) | Rapport      |                      |                | Centre internationale de natation Tatsumi, Tokyo Spectateurs : 0 (huis clos) Arbitrage : Daniel Daners Germán Moller | Centre internationale de natation Tatsumi, Tokyo Spectateurs : 0 (huis clos) Arbitrage : Daniel Daners Germán Moller |

| 29 juillet 2021     | États-Unis         | 11 - 12              | Italie        | | |
| 14 h 00 (UTC+09:00) | quatre joueurs (2) | (4-2, 3-3, 2-3, 2-4) | Di Fulvio (5) | Centre internationale de natation Tatsumi, Tokyo Spectateurs : 0 (huis clos) Arbitrage : Sébastien Dervieux Nenad Periš | Centre internationale de natation Tatsumi, Tokyo Spectateurs : 0 (huis clos) Arbitrage : Sébastien Dervieux Nenad Periš |
| 14 h 00 (UTC+09:00) | Rapport            |                      |               | Centre internationale de natation Tatsumi, Tokyo Spectateurs : 0 (huis clos) Arbitrage : Sébastien Dervieux Nenad Periš | Centre internationale de natation Tatsumi, Tokyo Spectateurs : 0 (huis clos) Arbitrage : Sébastien Dervieux Nenad Periš |

| 29 juillet 2021     | Grèce                     | 10 - 9               | Japon      | | |
| 18 h 20 (UTC+09:00) | Kapotsis, Genidounias (3) | (1-1, 4-4, 2-1, 3-3) | Adachi (3) | Centre internationale de natation Tatsumi, Tokyo Spectateurs : 0 (huis clos) Arbitrage : Adrian Alexandrescu Vojin Putniković | Centre internationale de natation Tatsumi, Tokyo Spectateurs : 0 (huis clos) Arbitrage : Adrian Alexandrescu Vojin Putniković |
| 18 h 20 (UTC+09:00) | Rapport                   |                      |            | Centre internationale de natation Tatsumi, Tokyo Spectateurs : 0 (huis clos) Arbitrage : Adrian Alexandrescu Vojin Putniković | Centre internationale de natation Tatsumi, Tokyo Spectateurs : 0 (huis clos) Arbitrage : Adrian Alexandrescu Vojin Putniković |

| 31 juillet 2021     | États-Unis         | 8 - 11               | Hongrie      | | |
| 14 h 00 (UTC+09:00) | Bowen, Hallock (2) | (1-2, 3-3, 0-3, 4-3) | Manhercz (3) | Centre internationale de natation Tatsumi, Tokyo Spectateurs : 0 (huis clos) Arbitrage : Xevi Buch Arkadii Voevodin | Centre internationale de natation Tatsumi, Tokyo Spectateurs : 0 (huis clos) Arbitrage : Xevi Buch Arkadii Voevodin |
| 14 h 00 (UTC+09:00) | Rapport            |                      |              | Centre internationale de natation Tatsumi, Tokyo Spectateurs : 0 (huis clos) Arbitrage : Xevi Buch Arkadii Voevodin | Centre internationale de natation Tatsumi, Tokyo Spectateurs : 0 (huis clos) Arbitrage : Xevi Buch Arkadii Voevodin |

| 31 juillet 2021     | Italie                | 16 - 8               | Japon     | | |
| 18 h 20 (UTC+09:00) | Bodegas, Figlioli (3) | (5-0, 3-3, 3-1, 5-4) | Inaba (3) | Centre internationale de natation Tatsumi, Tokyo Spectateurs : 0 (huis clos) Arbitrage : Stanko Ivanovski Nenad Periš | Centre internationale de natation Tatsumi, Tokyo Spectateurs : 0 (huis clos) Arbitrage : Stanko Ivanovski Nenad Periš |
| 18 h 20 (UTC+09:00) | Rapport               |                      |           | Centre internationale de natation Tatsumi, Tokyo Spectateurs : 0 (huis clos) Arbitrage : Stanko Ivanovski Nenad Periš | Centre internationale de natation Tatsumi, Tokyo Spectateurs : 0 (huis clos) Arbitrage : Stanko Ivanovski Nenad Periš |

| 31 juillet 2021     | Afrique du Sud | 5 - 28               | Grèce          | | |
| 19 h 50 (UTC+09:00) | Stone (2)      | (1-7, 2-5, 1-7, 1-9) | Fountoulis (5) | Centre internationale de natation Tatsumi, Tokyo Spectateurs : 0 (huis clos) Arbitrage : John Waldow Zhang Liang | Centre internationale de natation Tatsumi, Tokyo Spectateurs : 0 (huis clos) Arbitrage : John Waldow Zhang Liang |
| 19 h 50 (UTC+09:00) | Rapport        |                      |                | Centre internationale de natation Tatsumi, Tokyo Spectateurs : 0 (huis clos) Arbitrage : John Waldow Zhang Liang | Centre internationale de natation Tatsumi, Tokyo Spectateurs : 0 (huis clos) Arbitrage : John Waldow Zhang Liang |

| 2 août 2021         | Hongrie         | 5 - 5                | Italie              | | |
| 10 h 00 (UTC+09:00) | Denes Varga (3) | (2-1, 2-1, 1-1, 0-2) | Pietro Figlioli (2) | Centre internationale de natation Tatsumi, Tokyo Spectateurs : 0 (huis clos) Arbitrage : Xevi Buch Arkadiy Voevodin | Centre internationale de natation Tatsumi, Tokyo Spectateurs : 0 (huis clos) Arbitrage : Xevi Buch Arkadiy Voevodin |
| 10 h 00 (UTC+09:00) | Rapport         |                      |                     | Centre internationale de natation Tatsumi, Tokyo Spectateurs : 0 (huis clos) Arbitrage : Xevi Buch Arkadiy Voevodin | Centre internationale de natation Tatsumi, Tokyo Spectateurs : 0 (huis clos) Arbitrage : Xevi Buch Arkadiy Voevodin |

| 2 août 2021         | Grèce                        | 14 - 5               | États-Unis     | | |
| 11 h 30 (UTC+09:00) | Konstantinos Genidounias (5) | (4-1, 2-2, 5-2, 3-0) | Alex Obert (2) | Centre internationale de natation Tatsumi, Tokyo Spectateurs : 0 (huis clos) Arbitrage : Adrian Alexandrescu Michiel Zwart | Centre internationale de natation Tatsumi, Tokyo Spectateurs : 0 (huis clos) Arbitrage : Adrian Alexandrescu Michiel Zwart |
| 11 h 30 (UTC+09:00) | Rapport                      |                      |                | Centre internationale de natation Tatsumi, Tokyo Spectateurs : 0 (huis clos) Arbitrage : Adrian Alexandrescu Michiel Zwart | Centre internationale de natation Tatsumi, Tokyo Spectateurs : 0 (huis clos) Arbitrage : Adrian Alexandrescu Michiel Zwart |

| 2 août 2021         | Japon             | 24 - 9               | Afrique du Sud | | |
| 18 h 20 (UTC+09:00) | Atshushi Arai (4) | (5-4, 7-4, 6-1, 6-0) | Liam Neill (4) | Centre internationale de natation Tatsumi, Tokyo Spectateurs : 0 (huis clos) Arbitrage : John Waldrow Vojin Putnikovic | Centre internationale de natation Tatsumi, Tokyo Spectateurs : 0 (huis clos) Arbitrage : John Waldrow Vojin Putnikovic |
| 18 h 20 (UTC+09:00) | Rapport           |                      |                | Centre internationale de natation Tatsumi, Tokyo Spectateurs : 0 (huis clos) Arbitrage : John Waldrow Vojin Putnikovic | Centre internationale de natation Tatsumi, Tokyo Spectateurs : 0 (huis clos) Arbitrage : John Waldrow Vojin Putnikovic |

### Groupe B

#### Classement
| Rang | Équipe     | Pts | J | G | N | P | Bp | Bc | Diff |
| ---- | ---------- | --- | - | - | - | - | -- | -- | ---- |
| 1    | Espagne    | 10  | 5 | 5 | 0 | 0 | 61 | 31 | +30  |
| 3    | Croatie    | 6   | 5 | 3 | 0 | 2 | 62 | 46 | +16  |
| 3    | Serbie     | 6   | 5 | 3 | 0 | 2 | 70 | 46 | +24  |
| 4    | Monténégro | 4   | 5 | 2 | 0 | 3 | 54 | 56 | -2   |
| 5    | Australie  | 4   | 5 | 2 | 0 | 3 | 49 | 60 | -11  |
| 6    | Kazakhstan | 0   | 5 | 0 | 0 | 5 | 35 | 92 | -57  |

#### Matchs
| 25 juillet 2021     | Australie    | 10 - 15              | Monténégro   | | |
| 15 h 30 (UTC+09:00) | Campbell (3) | (5-4, 2-2, 1-4, 2-5) | Ukropina (4) | Centre internationale de natation Tatsumi, Tokyo Spectateurs : 0 (huis clos) Arbitrage : Adrian Alexandrescu Alessandro Severo | Centre internationale de natation Tatsumi, Tokyo Spectateurs : 0 (huis clos) Arbitrage : Adrian Alexandrescu Alessandro Severo |
| 15 h 30 (UTC+09:00) | Rapport      |                      |              | Centre internationale de natation Tatsumi, Tokyo Spectateurs : 0 (huis clos) Arbitrage : Adrian Alexandrescu Alessandro Severo | Centre internationale de natation Tatsumi, Tokyo Spectateurs : 0 (huis clos) Arbitrage : Adrian Alexandrescu Alessandro Severo |

| 25 juillet 2021     | Serbie             | 12 - 13              | Espagne      | | |
| 18 h 20 (UTC+09:00) | quatre joueurs (2) | (3-3, 3-5, 3-2, 3-3) | Munarriz (4) | Centre internationale de natation Tatsumi, Tokyo Spectateurs : 0 (huis clos) Arbitrage : Michael Goldenberg Georgios Stavridis | Centre internationale de natation Tatsumi, Tokyo Spectateurs : 0 (huis clos) Arbitrage : Michael Goldenberg Georgios Stavridis |
| 18 h 20 (UTC+09:00) | Rapport            |                      |              | Centre internationale de natation Tatsumi, Tokyo Spectateurs : 0 (huis clos) Arbitrage : Michael Goldenberg Georgios Stavridis | Centre internationale de natation Tatsumi, Tokyo Spectateurs : 0 (huis clos) Arbitrage : Michael Goldenberg Georgios Stavridis |

| 25 juillet 2021     | Croatie     | 23 - 7               | Kazakhstan     | | |
| 19 h 50 (UTC+09:00) | Joković (5) | (4-1, 6-3, 8-1, 5-2) | Vuksanović (3) | Centre internationale de natation Tatsumi, Tokyo Spectateurs : 0 (huis clos) Arbitrage : Frank Ohme Dion Willis | Centre internationale de natation Tatsumi, Tokyo Spectateurs : 0 (huis clos) Arbitrage : Frank Ohme Dion Willis |
| 19 h 50 (UTC+09:00) | Rapport     |                      |                | Centre internationale de natation Tatsumi, Tokyo Spectateurs : 0 (huis clos) Arbitrage : Frank Ohme Dion Willis | Centre internationale de natation Tatsumi, Tokyo Spectateurs : 0 (huis clos) Arbitrage : Frank Ohme Dion Willis |

| 27 juillet 2021     | Monténégro   | 6 - 8                | Espagne            | | |
| 11 h 30 (UTC+09:00) | Matković (3) | (2-3, 1-2, 2-2, 1-1) | trois joueuses (2) | Centre internationale de natation Tatsumi, Tokyo Spectateurs : 0 (huis clos) Arbitrage : Sébastien Dervieux Georgios Stavridis | Centre internationale de natation Tatsumi, Tokyo Spectateurs : 0 (huis clos) Arbitrage : Sébastien Dervieux Georgios Stavridis |
| 11 h 30 (UTC+09:00) | Rapport      |                      |                    | Centre internationale de natation Tatsumi, Tokyo Spectateurs : 0 (huis clos) Arbitrage : Sébastien Dervieux Georgios Stavridis | Centre internationale de natation Tatsumi, Tokyo Spectateurs : 0 (huis clos) Arbitrage : Sébastien Dervieux Georgios Stavridis |

| 27 juillet 2021     | Kazakhstan               | 5 - 19               | Serbie         | | |
| 14 h 00 (UTC+09:00) | Medvedev, Vuksanović (2) | (2-4, 1-3, 2-6, 0-6) | Pijetlović (4) | Centre internationale de natation Tatsumi, Tokyo Spectateurs : 0 (huis clos) Arbitrage : Adrian Alexandrescu György Kun | Centre internationale de natation Tatsumi, Tokyo Spectateurs : 0 (huis clos) Arbitrage : Adrian Alexandrescu György Kun |
| 14 h 00 (UTC+09:00) | Rapport                  |                      |                | Centre internationale de natation Tatsumi, Tokyo Spectateurs : 0 (huis clos) Arbitrage : Adrian Alexandrescu György Kun | Centre internationale de natation Tatsumi, Tokyo Spectateurs : 0 (huis clos) Arbitrage : Adrian Alexandrescu György Kun |

| 27 juillet 2021     | Australie    | 11 - 8               | Croatie     | | |
| 19 h 50 (UTC+09:00) | Campbell (3) | (3-3, 2-0, 2-3, 4-2) | Joković (3) | Centre internationale de natation Tatsumi, Tokyo Spectateurs : 0 (huis clos) Arbitrage : Michael Goldenberg Frank Ohme | Centre internationale de natation Tatsumi, Tokyo Spectateurs : 0 (huis clos) Arbitrage : Michael Goldenberg Frank Ohme |
| 19 h 50 (UTC+09:00) | Rapport      |                      |             | Centre internationale de natation Tatsumi, Tokyo Spectateurs : 0 (huis clos) Arbitrage : Michael Goldenberg Frank Ohme | Centre internationale de natation Tatsumi, Tokyo Spectateurs : 0 (huis clos) Arbitrage : Michael Goldenberg Frank Ohme |

| 29 juillet 2021     | Espagne      | 16 - 4               | Kazakhstan     | | |
| 11 h 30 (UTC+09:00) | Granados (5) | (3-0, 3-0, 5-2, 5-2) | Vuksanović (2) | Centre internationale de natation Tatsumi, Tokyo Spectateurs : 0 (huis clos) Arbitrage : Michael Goldenberg Dion Willis | Centre internationale de natation Tatsumi, Tokyo Spectateurs : 0 (huis clos) Arbitrage : Michael Goldenberg Dion Willis |
| 11 h 30 (UTC+09:00) | Rapport      |                      |                | Centre internationale de natation Tatsumi, Tokyo Spectateurs : 0 (huis clos) Arbitrage : Michael Goldenberg Dion Willis | Centre internationale de natation Tatsumi, Tokyo Spectateurs : 0 (huis clos) Arbitrage : Michael Goldenberg Dion Willis |

| 29 juillet 2021     | Croatie     | 13 - 8               | Monténégro        | | |
| 15 h 30 (UTC+09:00) | Fatović (3) | (1-1, 6-4, 4-3, 2-0) | trois joueurs (2) | Centre internationale de natation Tatsumi, Tokyo Spectateurs : 0 (huis clos) Arbitrage : György Kun Arkadii Voevodin | Centre internationale de natation Tatsumi, Tokyo Spectateurs : 0 (huis clos) Arbitrage : György Kun Arkadii Voevodin |
| 15 h 30 (UTC+09:00) | Rapport     |                      |                   | Centre internationale de natation Tatsumi, Tokyo Spectateurs : 0 (huis clos) Arbitrage : György Kun Arkadii Voevodin | Centre internationale de natation Tatsumi, Tokyo Spectateurs : 0 (huis clos) Arbitrage : György Kun Arkadii Voevodin |

| 29 juillet 2021     | Serbie     | 14 - 8               | Australie      | | |
| 19 h 50 (UTC+09:00) | Mandić (4) | (6-0, 4-2, 1-1, 3-5) | B. Edwards (2) | Centre internationale de natation Tatsumi, Tokyo Spectateurs : 0 (huis clos) Arbitrage : Frank Ohme Georgios Stavridis | Centre internationale de natation Tatsumi, Tokyo Spectateurs : 0 (huis clos) Arbitrage : Frank Ohme Georgios Stavridis |
| 19 h 50 (UTC+09:00) | Rapport    |                      |                | Centre internationale de natation Tatsumi, Tokyo Spectateurs : 0 (huis clos) Arbitrage : Frank Ohme Georgios Stavridis | Centre internationale de natation Tatsumi, Tokyo Spectateurs : 0 (huis clos) Arbitrage : Frank Ohme Georgios Stavridis |

| 31 juillet 2021     | Monténégro        | 19 - 12              | Kazakhstan | | |
| 10 h 00 (UTC+09:00) | trois joueurs (4) | (5-3, 6-3, 3-3, 5-3) | Ruday (3)  | Centre internationale de natation Tatsumi, Tokyo Spectateurs : 0 (huis clos) Arbitrage : Frank Ohme Georgios Stavridis | Centre internationale de natation Tatsumi, Tokyo Spectateurs : 0 (huis clos) Arbitrage : Frank Ohme Georgios Stavridis |
| 10 h 00 (UTC+09:00) | Rapport           |                      |            | Centre internationale de natation Tatsumi, Tokyo Spectateurs : 0 (huis clos) Arbitrage : Frank Ohme Georgios Stavridis | Centre internationale de natation Tatsumi, Tokyo Spectateurs : 0 (huis clos) Arbitrage : Frank Ohme Georgios Stavridis |

| 31 juillet 2021     | Australie            | 5 - 16               | Espagne      | | |
| 11 h 30 (UTC+09:00) | Edwards, Younger (2) | (2-4, 1-4, 2-5, 0-3) | Granados (4) | Centre internationale de natation Tatsumi, Tokyo Spectateurs : 0 (huis clos) Arbitrage : Adrian Alexandrescu Sébastien Dervieux | Centre internationale de natation Tatsumi, Tokyo Spectateurs : 0 (huis clos) Arbitrage : Adrian Alexandrescu Sébastien Dervieux |
| 11 h 30 (UTC+09:00) | Rapport              |                      |              | Centre internationale de natation Tatsumi, Tokyo Spectateurs : 0 (huis clos) Arbitrage : Adrian Alexandrescu Sébastien Dervieux | Centre internationale de natation Tatsumi, Tokyo Spectateurs : 0 (huis clos) Arbitrage : Adrian Alexandrescu Sébastien Dervieux |

| 31 juillet 2021     | Croatie                | 14 - 12              | Serbie     | | |
| 15 h 30 (UTC+09:00) | Joković, Obradović (4) | (5-3, 1-1, 4-4, 4-4) | Jakšić (3) | Centre internationale de natation Tatsumi, Tokyo Spectateurs : 0 (huis clos) Arbitrage : Michael Goldenberg Michiel Zwart | Centre internationale de natation Tatsumi, Tokyo Spectateurs : 0 (huis clos) Arbitrage : Michael Goldenberg Michiel Zwart |
| 15 h 30 (UTC+09:00) | Rapport                |                      |            | Centre internationale de natation Tatsumi, Tokyo Spectateurs : 0 (huis clos) Arbitrage : Michael Goldenberg Michiel Zwart | Centre internationale de natation Tatsumi, Tokyo Spectateurs : 0 (huis clos) Arbitrage : Michael Goldenberg Michiel Zwart |

| 2 août 2021         | Serbie              | 13 - 6               | Monténégro            | | |
| 14 h 00 (UTC+09:00) | Filip Filipović (3) | (6-1, 2-1, 3-2, 2-2) | Aleksandar Ivović (3) | Centre internationale de natation Tatsumi, Tokyo Spectateurs : 0 (huis clos) Arbitrage : Alessandro Severo Frank Ohme | Centre internationale de natation Tatsumi, Tokyo Spectateurs : 0 (huis clos) Arbitrage : Alessandro Severo Frank Ohme |
| 14 h 00 (UTC+09:00) | Rapport             |                      |                       | Centre internationale de natation Tatsumi, Tokyo Spectateurs : 0 (huis clos) Arbitrage : Alessandro Severo Frank Ohme | Centre internationale de natation Tatsumi, Tokyo Spectateurs : 0 (huis clos) Arbitrage : Alessandro Severo Frank Ohme |

| 2 août 2021         | Espagne                    | 8 - 4                | Croatie        | | |
| 15 h 30 (UTC+09:00) | Alvaro Granados Ortega (2) | (2-1, 1-0, 4-2, 1-1) | Luka Bukic (2) | Centre internationale de natation Tatsumi, Tokyo Spectateurs : 0 (huis clos) Arbitrage : Georginos Stavridis Gyorgy Kun | Centre internationale de natation Tatsumi, Tokyo Spectateurs : 0 (huis clos) Arbitrage : Georginos Stavridis Gyorgy Kun |
| 15 h 30 (UTC+09:00) | Rapport                    |                      |                | Centre internationale de natation Tatsumi, Tokyo Spectateurs : 0 (huis clos) Arbitrage : Georginos Stavridis Gyorgy Kun | Centre internationale de natation Tatsumi, Tokyo Spectateurs : 0 (huis clos) Arbitrage : Georginos Stavridis Gyorgy Kun |

| 2 août 2021         | Australie       | 15 - 7               | Kazakhstan          | | |
| 19 h 50 (UTC+09:00) | Rhys Howden (5) | (4-1, 3-0, 5-2, 3-4) | Rustam Ukumanov (2) | Centre internationale de natation Tatsumi, Tokyo Spectateurs : 0 (huis clos) Arbitrage : German Moller Michael Goldenberg | Centre internationale de natation Tatsumi, Tokyo Spectateurs : 0 (huis clos) Arbitrage : German Moller Michael Goldenberg |
| 19 h 50 (UTC+09:00) | Rapport         |                      |                     | Centre internationale de natation Tatsumi, Tokyo Spectateurs : 0 (huis clos) Arbitrage : German Moller Michael Goldenberg | Centre internationale de natation Tatsumi, Tokyo Spectateurs : 0 (huis clos) Arbitrage : German Moller Michael Goldenberg |

## Phase finale
|  | Quarts de finale      | Quarts de finale      |             |             | Demi-finales           | Demi-finales           |   |  | Finale      | Finale      |
|  | Quarts de finale      | Quarts de finale      |             |             | Demi-finales           | Demi-finales           |   |  | Finale      | Finale      |
|  |                       |                       |             |             |                        |                        |   |  |             |             |
|  | 4 août 2021 à 15 h 30 | 4 août 2021 à 15 h 30 |             |             | 6 août 2021 à 15 h 30  | 6 août 2021 à 15 h 30  |   |  | 8 août 2021 | 8 août 2021 |
|  | 4 août 2021 à 15 h 30 | 4 août 2021 à 15 h 30 |             |             | 6 août 2021 à 15 h 30  | 6 août 2021 à 15 h 30  |   |  | 8 août 2021 | 8 août 2021 |
|  | [A1] Grèce            | 10                    |             |             | 6 août 2021 à 15 h 30  | 6 août 2021 à 15 h 30  |   |  | 8 août 2021 | 8 août 2021 |
|  | [A1] Grèce            | 10                    |             |             | 6 août 2021 à 15 h 30  | 6 août 2021 à 15 h 30  |   |  | 8 août 2021 | 8 août 2021 |
|  | [B4] Monténégro       | 4                     |             |             | 6 août 2021 à 15 h 30  | 6 août 2021 à 15 h 30  |   |  | 8 août 2021 | 8 août 2021 |
|  | [B4] Monténégro       | 4                     | Grèce       | 9           |                        |                        |   |  | 8 août 2021 | 8 août 2021 |
|  | 4 août 2021 à 19 h 50 |                       | Grèce       | 9           |                        |                        |   |  | 8 août 2021 | 8 août 2021 |
|  |                       | Hongrie               | 6           |             |                        |                        |   |  | 8 août 2021 | 8 août 2021 |
|  | [A3] Hongrie          | Hongrie               | 6           | 15          |                        |                        |   |  | 8 août 2021 | 8 août 2021 |
|  | [A3] Hongrie          |                       |             | 15          |                        |                        |   |  | 8 août 2021 | 8 août 2021 |
|  | [B2] Croatie          | 11                    |             |             |                        |                        |   |  | 8 août 2021 | 8 août 2021 |
|  | [B2] Croatie          | 11                    | Grèce       | 10          |                        |                        |   |  |             |             |
|  | 4 août 2021 à 18 h 20 |                       | Grèce       | 10          |                        |                        |   |  |             |             |
|  |                       | Serbie                | 13          |             |                        |                        |   |  |             |             |
|  | [A2] Italie           | Serbie                | 13          | 6           |                        |                        |   |  |             |             |
|  | [A2] Italie           | 6 août 2021           |             | 6           |                        |                        |   |  |             |             |
|  | [B3] Serbie           | 10                    |             |             |                        |                        |   |  |             |             |
|  | [B3] Serbie           | 10                    | Serbie      | 10          |                        |                        |   |  |             |             |
|  | 4 août 2021 à 14 h 00 | 4 août 2021 à 14 h 00 | Serbie      | 10          | Match pour la 3e place | Match pour la 3e place |   |  |             |             |
|  | 4 août 2021 à 14 h 00 | 4 août 2021 à 14 h 00 |             | Espagne     | Match pour la 3e place | Match pour la 3e place | 9 |  |             |             |
|  | [A4] États-Unis       | 8                     | 8 août 2021 | 8 août 2021 |                        |                        | 9 |  |             |             |
|  | [A4] États-Unis       | 8                     | 8 août 2021 | 8 août 2021 |                        |                        |   |  |             |             |
|  | [B1] Espagne          | 12                    |             | Hongrie     | 9                      |                        |   |  |             |             |
|  | [B1] Espagne          | 12                    |             | Hongrie     | 9                      |                        |   |  |             |             |
|  |                       |                       |             |             |                        |                        |   |  | Espagne     | 5           |
|  |                       |                       |             |             |                        |                        |   |  | Espagne     | 5           |

### Quarts de finale

#### Matchs
| 4 août 2021         | États-Unis | 8 - 12               | Espagne            | | |
| 14 h 00 (UTC+09:00) | Daube (3)  | (3-3, 3-3, 0-1, 2-5) | quatre joueurs (2) | Centre internationale de natation Tatsumi, Tokyo Spectateurs : 0 (huis clos) Arbitrage : György Kun Michiel Zwart | Centre internationale de natation Tatsumi, Tokyo Spectateurs : 0 (huis clos) Arbitrage : György Kun Michiel Zwart |
| 14 h 00 (UTC+09:00) | Rapport    |                      |                    | Centre internationale de natation Tatsumi, Tokyo Spectateurs : 0 (huis clos) Arbitrage : György Kun Michiel Zwart | Centre internationale de natation Tatsumi, Tokyo Spectateurs : 0 (huis clos) Arbitrage : György Kun Michiel Zwart |

| 4 août 2021         | Grèce           | 10 - 4               | Monténégro | | |
| 15 h 30 (UTC+09:00) | Genidounias (5) | (1-0, 2-1, 3-1, 4-2) | Ivović (2) | Centre internationale de natation Tatsumi, Tokyo Spectateurs : 0 (huis clos) Arbitrage : Adrian Alexandrescu Alessandro Severo | Centre internationale de natation Tatsumi, Tokyo Spectateurs : 0 (huis clos) Arbitrage : Adrian Alexandrescu Alessandro Severo |
| 15 h 30 (UTC+09:00) | Rapport         |                      |            | Centre internationale de natation Tatsumi, Tokyo Spectateurs : 0 (huis clos) Arbitrage : Adrian Alexandrescu Alessandro Severo | Centre internationale de natation Tatsumi, Tokyo Spectateurs : 0 (huis clos) Arbitrage : Adrian Alexandrescu Alessandro Severo |

| 4 août 2021         | Italie         | 6 - 10               | Serbie        | | |
| 18 h 20 (UTC+09:00) | Presciutti (2) | (2-5, 1-4, 1-0, 2-1) | Filipović (3) | Centre internationale de natation Tatsumi, Tokyo Spectateurs : 0 (huis clos) Arbitrage : Georgios Stavridis Arkadiy Voevodin | Centre internationale de natation Tatsumi, Tokyo Spectateurs : 0 (huis clos) Arbitrage : Georgios Stavridis Arkadiy Voevodin |
| 18 h 20 (UTC+09:00) | Rapport        |                      |               | Centre internationale de natation Tatsumi, Tokyo Spectateurs : 0 (huis clos) Arbitrage : Georgios Stavridis Arkadiy Voevodin | Centre internationale de natation Tatsumi, Tokyo Spectateurs : 0 (huis clos) Arbitrage : Georgios Stavridis Arkadiy Voevodin |

| 4 août 2021         | Hongrie      | 15 - 11              | Croatie   | | |
| 19 h 50 (UTC+09:00) | Manhercz (7) | (2-3, 5-2, 4-3, 4-3) | Bukić (4) | Centre internationale de natation Tatsumi, Tokyo Spectateurs : 0 (huis clos) Arbitrage : Sébastien Dervieux Frank Ohme | Centre internationale de natation Tatsumi, Tokyo Spectateurs : 0 (huis clos) Arbitrage : Sébastien Dervieux Frank Ohme |
| 19 h 50 (UTC+09:00) | Rapport      |                      |           | Centre internationale de natation Tatsumi, Tokyo Spectateurs : 0 (huis clos) Arbitrage : Sébastien Dervieux Frank Ohme | Centre internationale de natation Tatsumi, Tokyo Spectateurs : 0 (huis clos) Arbitrage : Sébastien Dervieux Frank Ohme |

### Demi-finales

#### Matchs
| 6 août 2021         | Grèce            | 9 - 6                | Hongrie      | | |
| 15 h 30 (UTC+09:00) | Argyropoulos (4) | (2-1, 1-1, 2-2, 4-2) | Manhercz (2) | Centre internationale de natation Tatsumi, Tokyo Spectateurs : 0 (huis clos) Arbitrage : Michael Goldenberg Arkadiy Voevodin | Centre internationale de natation Tatsumi, Tokyo Spectateurs : 0 (huis clos) Arbitrage : Michael Goldenberg Arkadiy Voevodin |
| 15 h 30 (UTC+09:00) | Rapport          |                      |              | Centre internationale de natation Tatsumi, Tokyo Spectateurs : 0 (huis clos) Arbitrage : Michael Goldenberg Arkadiy Voevodin | Centre internationale de natation Tatsumi, Tokyo Spectateurs : 0 (huis clos) Arbitrage : Michael Goldenberg Arkadiy Voevodin |

| 6 août 2021         | Serbie     | 10 - 9               | Espagne                           | | |
| 19 h 50 (UTC+09:00) | Mandić (3) | (2-0, 2-5, 1-2, 5-2) | Munarriz, Tahull et Mallarach (2) | Centre internationale de natation Tatsumi, Tokyo Spectateurs : 0 (huis clos) Arbitrage : Adrian Alexandrescu Michiel Zwart | Centre internationale de natation Tatsumi, Tokyo Spectateurs : 0 (huis clos) Arbitrage : Adrian Alexandrescu Michiel Zwart |
| 19 h 50 (UTC+09:00) | Rapport    |                      |                                   | Centre internationale de natation Tatsumi, Tokyo Spectateurs : 0 (huis clos) Arbitrage : Adrian Alexandrescu Michiel Zwart | Centre internationale de natation Tatsumi, Tokyo Spectateurs : 0 (huis clos) Arbitrage : Adrian Alexandrescu Michiel Zwart |

### Match pour la médaille de bronze
| 8 août 2021         | Hongrie   | 9 - 5                | Espagne      | | |
| 13 h 40 (UTC+09:00) | Vámos (2) | (3-3, 2-2, 1-0, 3-0) | Munarriz (2) | Centre internationale de natation Tatsumi, Tokyo Spectateurs : 0 (huis clos) Arbitrage : Arkadiy Voevodin Georgios Stavridis | Centre internationale de natation Tatsumi, Tokyo Spectateurs : 0 (huis clos) Arbitrage : Arkadiy Voevodin Georgios Stavridis |
| 13 h 40 (UTC+09:00) | Rapport   |                      |              | Centre internationale de natation Tatsumi, Tokyo Spectateurs : 0 (huis clos) Arbitrage : Arkadiy Voevodin Georgios Stavridis | Centre internationale de natation Tatsumi, Tokyo Spectateurs : 0 (huis clos) Arbitrage : Arkadiy Voevodin Georgios Stavridis |

### Finale
| 8 août 2021         | Grèce                                    | 10 - 13              | Serbie                           | | |
| 16 h 30 (UTC+09:00) | Skoumpakis, Fountoulis, Vlachopoulos (2) | (3-6, 4-2, 2-2, 1-3) | Mandić, Jakšić et Prlainović (3) | Centre internationale de natation Tatsumi, Tokyo Spectateurs : 0 (huis clos) Arbitrage : Michael Goldenberg Xevi Buch | Centre internationale de natation Tatsumi, Tokyo Spectateurs : 0 (huis clos) Arbitrage : Michael Goldenberg Xevi Buch |
| 16 h 30 (UTC+09:00) | Rapport                                  |                      |                                  | Centre internationale de natation Tatsumi, Tokyo Spectateurs : 0 (huis clos) Arbitrage : Michael Goldenberg Xevi Buch | Centre internationale de natation Tatsumi, Tokyo Spectateurs : 0 (huis clos) Arbitrage : Michael Goldenberg Xevi Buch |

## Matchs de classement
|  | Demi-finales 5e/8e places | Demi-finales 5e/8e places |                 |    | 5e et 6e places | 5e et 6e places |
|  | Demi-finales 5e/8e places | Demi-finales 5e/8e places |                 |    | 5e et 6e places | 5e et 6e places |
|  |                           |                           |                 |    |                 |                 |
|  | 6 août 2021 à 14 h 00     | 6 août 2021 à 14 h 00     |                 |    | 8 août 2021     | 8 août 2021     |
|  | 6 août 2021 à 14 h 00     | 6 août 2021 à 14 h 00     |                 |    | 8 août 2021     | 8 août 2021     |
|  | Monténégro                | 10                        |                 |    | 8 août 2021     | 8 août 2021     |
|  | Monténégro                | 10                        |                 |    | 8 août 2021     | 8 août 2021     |
|  | Croatie                   | 12                        |                 |    | 8 août 2021     | 8 août 2021     |
|  | Croatie                   | 12                        | Croatie         | 14 |                 |                 |
|  | 6 août 2021 à 18 h 20     |                           | Croatie         | 14 |                 |                 |
|  |                           | États-Unis                | 11              |    |                 |                 |
|  | Italie                    | États-Unis                | 11              | 6  |                 |                 |
|  | Italie                    |                           |                 | 6  |                 |                 |
|  | États-Unis                | 7                         |                 |    |                 |                 |
|  | États-Unis                | 7                         | 7e et 8e places |    |                 |                 |
|  |                           |                           |                 |    |                 |                 |
|  | 8 août 2021               |                           |                 |    |                 |                 |
|  |                           |                           |                 |    |                 |                 |
|  | Monténégro                | 17                        |                 |    |                 |                 |
|  | Monténégro                | 17                        |                 |    |                 |                 |
|  | Italie                    | 18                        |                 |    |                 |                 |
|  | Italie                    | 18                        |                 |    |                 |                 |

### Demi-finales5e/8eplaces

#### Matchs
| 6 août 2021         | Monténégro | 10 - 12              | Croatie       | | |
| 14 h 00 (UTC+09:00) | Ivović (3) | (0-1, 4-5, 3-3, 3-3) | Vukičević (3) | Centre internationale de natation Tatsumi, Tokyo Spectateurs : 0 (huis clos) Arbitrage : Viktor Salnichenko György Kun | Centre internationale de natation Tatsumi, Tokyo Spectateurs : 0 (huis clos) Arbitrage : Viktor Salnichenko György Kun |
| 14 h 00 (UTC+09:00) | Rapport    |                      |               | Centre internationale de natation Tatsumi, Tokyo Spectateurs : 0 (huis clos) Arbitrage : Viktor Salnichenko György Kun | Centre internationale de natation Tatsumi, Tokyo Spectateurs : 0 (huis clos) Arbitrage : Viktor Salnichenko György Kun |

| 6 août 2021         | Italie                | 6 - 7                | États-Unis | | |
| 18 h 20 (UTC+09:00) | Figlioli, Renzuto (2) | (2-2, 1-3, 2-0, 1-2) | Bowen (3)  | Centre internationale de natation Tatsumi, Tokyo Spectateurs : 0 (huis clos) Arbitrage : Sébastien Dervieux Xevi Buch | Centre internationale de natation Tatsumi, Tokyo Spectateurs : 0 (huis clos) Arbitrage : Sébastien Dervieux Xevi Buch |
| 18 h 20 (UTC+09:00) | Rapport               |                      |            | Centre internationale de natation Tatsumi, Tokyo Spectateurs : 0 (huis clos) Arbitrage : Sébastien Dervieux Xevi Buch | Centre internationale de natation Tatsumi, Tokyo Spectateurs : 0 (huis clos) Arbitrage : Sébastien Dervieux Xevi Buch |

### Match pour la septième place
| 8 août 2021         | Monténégro      | 17 - 18 3-4 t. a. b. | Italie      | | |
| 09 h 30 (UTC+09:00) | Ivović (6)      | (2-3, 5-4, 4-5, 3-2) | Velotto (5) | Centre internationale de natation Tatsumi, Tokyo Spectateurs : 0 (huis clos) Arbitrage : Viktor Salnichenko Sébastien Dervieux | Centre internationale de natation Tatsumi, Tokyo Spectateurs : 0 (huis clos) Arbitrage : Viktor Salnichenko Sébastien Dervieux |
| 09 h 30 (UTC+09:00) | Rapport         |                      |             | Centre internationale de natation Tatsumi, Tokyo Spectateurs : 0 (huis clos) Arbitrage : Viktor Salnichenko Sébastien Dervieux | Centre internationale de natation Tatsumi, Tokyo Spectateurs : 0 (huis clos) Arbitrage : Viktor Salnichenko Sébastien Dervieux |
| 09 h 30 (UTC+09:00) | Tirs au but 3-4 |                      |             | Centre internationale de natation Tatsumi, Tokyo Spectateurs : 0 (huis clos) Arbitrage : Viktor Salnichenko Sébastien Dervieux | Centre internationale de natation Tatsumi, Tokyo Spectateurs : 0 (huis clos) Arbitrage : Viktor Salnichenko Sébastien Dervieux |

### Match pour la cinquième place
| 8 août 2021         | Croatie   | 14 - 11              | États-Unis       | | |
| 11 h 00 (UTC+09:00) | Bukić (3) | (2-3, 4-2, 4-2, 4-4) | cinq joueurs (2) | Centre internationale de natation Tatsumi, Tokyo Spectateurs : 0 (huis clos) Arbitrage : Alessandro Severo György Kun | Centre internationale de natation Tatsumi, Tokyo Spectateurs : 0 (huis clos) Arbitrage : Alessandro Severo György Kun |
| 11 h 00 (UTC+09:00) | Rapport   |                      |                  | Centre internationale de natation Tatsumi, Tokyo Spectateurs : 0 (huis clos) Arbitrage : Alessandro Severo György Kun | Centre internationale de natation Tatsumi, Tokyo Spectateurs : 0 (huis clos) Arbitrage : Alessandro Severo György Kun |

## Statistiques et récompenses

### Classement
| Rang | Équipe         | J | V | N | D | Bp  | Bc  | Diff | Pts |
| ---- | -------------- | - | - | - | - | --- | --- | ---- | --- |
| 1    | Serbie         | 8 | 6 | 0 | 2 | 103 | 71  | +32  | 12  |
| 2    | Grèce          | 8 | 6 | 1 | 1 | 97  | 57  | +40  | 13  |
| 3    | Hongrie        | 8 | 5 | 1 | 2 | 94  | 60  | +34  | 11  |
| 4    | Espagne        | 8 | 6 | 0 | 2 | 87  | 58  | +29  | 12  |
| 5    | Croatie        | 8 | 5 | 0 | 3 | 99  | 82  | +17  | 10  |
| 6    | États-Unis     | 8 | 3 | 0 | 5 | 85  | 85  | 0    | 6   |
| 7    | Italie         | 8 | 4 | 2 | 2 | 90  | 66  | +24  | 10  |
| 8    | Monténégro     | 8 | 2 | 0 | 6 | 85  | 96  | -11  | 4   |
| 9    | Australie      | 5 | 2 | 0 | 3 | 49  | 60  | -11  | 4   |
| 10   | Japon          | 5 | 1 | 0 | 4 | 65  | 66  | -1   | 2   |
| 11   | Kazakhstan     | 5 | 0 | 0 | 5 | 35  | 92  | -57  | 0   |
| 12   | Afrique du Sud | 5 | 0 | 0 | 5 | 20  | 116 | -96  | 0   |

## Couverture médiatique et affluence

### Couverture médiatique
La charte olympique stipule que « Le CIO prend toutes les mesures nécessaires afin d'assurer aux Jeux olympiques la couverture la plus complète par les différents moyens de communication et d'information ainsi que l'audience la plus large possible dans le monde ». De plus la retransmission des Jeux olympiques est le moteur principal du financement du Mouvement olympique et des Jeux olympiques, de la croissance de sa popularité mondiale, ainsi que de la représentation mondiale et de la promotion des Jeux olympiques et des valeurs olympiques.